# Antonio Sacchini
Antonio Maria Gasparo Gioacchino Sacchini (Florença, 14 de junho de 1730 – Paris, 6 de outubro de 1786) foi um compositor de ópera da Itália, um dos principais compositores da ópera-séria. Sua obra é notada pela melodia expressiva e pela variedade harmônica.

## Biografia
Antonio nasceu em Florença mas cresceu em Nápoles, onde recebeu educação musical em Sant'Onofrio a Capuana. Já no Santa Maria di Loreto era um dos alunos preferidos, tornando-se segundo maestro em 1761. Começou a escrever óperas tanto cômicas quanto sérias, para Nápoles e Roma, entre outros.
Em 1768 se mudou para Veneza a fim de assumir a diretoria do Conservatório do Ospedaletto. Após breve período na Alemanha, mudou-se em 1772 para Londres, se mantendo com grande sucesso até 1781. Por fim, mudou-se para Paris, onde permaneceu até a morte.